# Gai (filòsof)
Gai (grec antic: Γάϊος, llatí: Gaius) fou un filòsof platònic grec.
L'esmenta com a autor Porfiri, però dels seus escrits no en resta res i no es coneix la seva naturalesa. Galè diu que havia escoltat alguns deixebles d'aquest Gai, per la qual cosa es pot afirmar que va viure amb anterioritat, probablement al segle i.